# Metasidama
Metasidama is een geslacht van hooiwagens uit de familie Assamiidae.
De wetenschappelijke naam Metasidama is voor het eerst geldig gepubliceerd door Roewer in 1915. 

## Soorten
Metasidama omvat de volgende 2 soorten:
- Metasidama ephippiata
- Metasidama gracilis